# Japão e as armas de destruição em massa
A partir de meados dos anos 30, a nação do Japão realizou inúmeras tentativas de adquirir e desenvolver armas de destruição em massa. A batalha de Changde em 1943 viu o uso de ambas as armas biológicas e químicas dos japoneses, e os japoneses realizaram um sério, embora inútil programa de armas nucleares. Após o fim da Segunda Guerra Mundial, o país foi forçado a cessar toda a produção e abandonou seus experimentos.
Desde a Segunda Guerra Mundial, o Japão tornou-se um estado com capacidade nuclear, disse um ser uma "virada de chave de fenda" longe de armas nucleares, tendo a capacidade, o know-how e os materiais para fazer uma bomba nuclear. Japão tem sistematicamente evitado qualquer desejo de ter armas nucleares, e nenhum partido japonês tradicional jamais defendera a aquisição de armas nucleares ou armas de destruição em massa. Essas armas são, sem dúvida, proibidos pela Constituição do Japão.

## Armas biológicas
Durante a Segunda Guerra Sino-Japonesa e a Segunda Guerra Mundial, a unidade 731 e outras unidades de pesquisa especial do exército imperial japonês realizou experimentação humana em milhares, a maioria chineses, russos, americanos e de outras nacionalidades, bem como alguns criminosos japoneses e os mainlands japoneses. Em campanhas militares, o exército japonês usou armas biológicas em soldados e civis chineses.
Este trabalho foi amplamente visto como ineficaz, devido aos sistemas de distribuição ineficientes. No entanto, a informação veio à tona na última década, que alega o uso japonês mais ativo. Por exemplo, relatos em primeira mão testemunhos de civis japonês infectados através da distribuição de infestada pela peste em gêneros alimentícios, como bolinhos e legumes.
Há também relatos de fontes de água contaminadas. Tais estimativas relatam mais de 580.000 vítimas, em grande parte devido a surtos de peste e cólera. Além disso, os surtos sazonais repetidos após a conclusão da guerra fizerram o número de mortes ser muito maior. Durante os ataques de armas químicas em Changde, os japoneses também realizaram a guerra biológica intencionalmente espalhando cólera, disenteria, febre tifóide, peste bubônica, e antraz. Outras batalhas incluem: ataque de germes de Kaimingye.

## Armas químicas
Os japoneses usaram gás mostarda e o agente blister e Lewisite, contra as tropas e guerrilheiros chineses na China, entre outros, durante o ataque químico de Changde.
Experimentos envolvendo armas químicas foram realizados em prisioneiros vivos (Unidade 516). A partir de 2005, 60 anos após o fim da guerra, latas que foram abandonadas pelo Japão em sua retirada apressada ainda estão sendo enterradas em locais de construção, causando ferimentos e supostamente até mortes.
Em dezembro de 1993, o Japão assinou a Convenção sobre as Armas Químicas, ratificado em 1995 e foi, assim, um Estado signatário, ao entrar em vigor em 1997.
No entanto, Forças de Autodefesa do Japão possui instalações de armas químicas e algumas amostras para a proteção que isso disse JGSDF Central NBC protection Troop.
Em 1995, JGSDF admitiu a posse de sarin para amostras.

## Armas nucleares
Um programa japonês para desenvolver armas nucleares foi realizado durante a Segunda Guerra Mundial. Como o programa de armas nucleares alemão, que sofria de uma série de problemas, e acabou por ser incapaz de passar da fase de laboratório antes dos bombardeios atômicos de Hiroshima e Nagasaki e da rendição do Japão, em agosto de 1945.
A Constituição pós-guerra proíbe a criação de forças militares ofensivas, e, em 1967, a comissão aprovou os Três Princípios Não Nucleares, descartando a produção, a posse, ou a introdução de armas nucleares.
Embora atualmente não há planos conhecidos no Japão para a produção de armas nucleares, tem sido argumentado que o Japão tem a tecnologia, matérias-primas e capital para produzir armas nucleares dentro de um ano, se necessário, e alguns analistas consideram de facto um Estado nuclear por esta razão. Por esta razão, o Japão é muitas vezes dito ser uma "virada de chave de fenda" longe de possuir armas nucleares. Durante a década de 80. o governo japonês cooperou com o americano na obtenção de armas nucleares.
Devido à crise envolvendo a Coreia do Norte, e principalmente após o último teste nuclear realizado por àquele país, voltou-se a cogitar a possibilidade de o Japão obter ou até mesmo fabricar armas nucleares. O país dispõe de dezenas de toneladas de plutônio, o que seria suficiente para construir cerca de seis mil ogivas . Em 2022 o debate acerca das armas nucleares ganhou ainda mais força, em decorrência do avanço expansionista da Rússia e da China.